# Macropsis brabantica
Macropsis brabantica är en insektsart som beskrevs av Wagner 1964. Macropsis brabantica ingår i släktet Macropsis och familjen dvärgstritar. Inga underarter finns listade i Catalogue of Life.